# Stihl
Stihl este o companie producătoare de motoutilaje din Germania.
Grupul Stihl numără aproape 10.000 de angajați în 160 de țări și a înregistrat în 2007 o cifră de afaceri de 2,1 miliarde euro.
Grupul Stihl are trei fabrici în Austria, Germania și Elveția.
Stihl a reușit să se mențină din 1926 și până în prezent ca o afacere de familie.

## Stihl în România
Grupul german a intrat pe piața românească în 1997 prin deschiderea unei sucursale într-un sediu închiriat, iar ulterior a investit 3 milioane euro în construirea propriului centru de logistică și vânzări în Otopeni, care are o suprafață de 3.000 mp.
Cifra de afaceri în 2008: 28 milioane euro